# المجموعة الاقتصادية الأوروبية
كانت الجماعة الاقتصادية الأوروبية (سي سي إي) منظمة إقليمية تهدف إلى تحقيق التكامل الاقتصادي بين دولها الأعضاء. أنشأتها معاهدة روما لعام 1957. عقب تشكيل الاتحاد الأوروبي في عام 1993، ضُمت إي إي سي إلى الاتحاد الأوروبي وأُعيدت تسميتها إلى الجماعة الأوروبية (إي سي). في عام 2009، إلتغى وجود إي سي رسميًا واستحوذ الاتحاد الأوروبي مباشرة على مؤسساتها. ما جعل الاتحاد المؤسسة الخلَف الرسمية للمجموعة.
كان هدف المجموعة البدئي هو تحقيق التكامل الاقتصادي، بما في ذلك السوق الموحدة، والاتحاد الجمركي، بين الدول الأعضاء الستة المؤسسة: بلجيكا، وفرنسا، وإيطاليا، ولوكسمبورغ، وهولندا، وألمانيا الغربية. حصلت على مجموعة مؤسسات مشتركة مع الجماعة الأوروبية للفحم والصلب (إي سي إس سي) والجماعة الأوروبية للطاقة الذرية (يوراتوم) باعتبارها واحدة من الجماعات الأوروبية في ظل اتفاقية التوحيد (معاهدة بروكسل) الحاصلة في عام 1965. تحققت سوق موحدة كاملة في عام 1993، عُرفت باسم السوق الداخلية، والتي سمحت بحرية حركة البضائع، ورأس المال، والخدمات، والأشخاص ضمن إي إي سي. في عام 1994، صارت السوق الداخلية رسمية بموجب اتفاقية إي إي أيه. وسّعت هذه الاتفاقية أيضًا السوق الداخلية لتشمل معظم الدول الأعضاء في رابطة التجارة الحرة الأوروبية، ما شكّل المنطقة الاقتصادية الأوروبية، التي تكتنف 15 دولة.
عقب دخول معاهدة ماستريخت حيز التنفيذ في عام 1993، أُعيدت تسمية إي إي سي إلى المجموعة الأوروبية لإظهار أنها تغطي نطاقًا أوسع من السياسة الاقتصادية. كان هذا أيضًا حينما جُعلت الثلاث مجموعات الأوروبية، بما فيها إي سي، تشكّل جمعًا أول عمود من أعمدة الاتحاد الأوروبي الثلاثة، التي أوجدتها المعاهدة أيضًا. بقيت سي إي موجودة بهذا الشكل إلى أن ألغتها معاهدة لشبونة في عام 2009، والتي ضمت مؤسسات سي إي في إطار عمل الاتحاد الأوروبي الأوسع واشترطت أن الاتحاد الأوروبي «سيخلَفُ المجموعة الأوروبية ويحل محلها».
عُرفت إي إي سي أيضًا باسم السوق المشتركة في الدول الناطقة بالإنجليزية وأُشير إليها في بعض الأحيان باسم الجماعة الأوروبية حتى قبل أن تُعاد تسميتها كذا رسميًا في عام 1993.

## تاريخها

### خلفية
في عام 1951، جرى توقيع معاهدة باريس، التي تأسست بموجبها الجماعة الأوروبية للفحم والصلب (إي سي إس سي). كانت هذه جماعة دولية قائمة على القانون الدولي والفوقوميّ، ومصممة لغوث الاقتصاد الأوروبي ودرء حرب مستقبلية عبر توحيد أعضائه.
اقتُرحت جماعتان إضافيتان بهدف إنشاء الولايات المتحدة الأوروبية هما: جماعة الدفاع الأوروبية والجماعة السياسية الأوروبية. في حين خطّت الجمعية المشتركة في البرلمان الأوروبي معاهدة الجماعة الأخيرة، رفض البرلمان الفرنسي جماعة الدفاع المُقترحة. استقال رئيس إي سي إس سي جان مونيه، وهو شخصية قائدة خلف الجماعات، من السلطة العليا احتجاجًا وبدأ العمل على جماعات بديلة، مبنية على التكامل الاقتصادي بدلًا عن التكامل السياسي. بعد مؤتمر ميسينا في عام 1955، أُوكِلتْ مهمة إعداد تقرير حول فكرة الاتحاد الجمركي إلى بول هينري سباك. شكل ما سُمي تقرير سباك الذي أعدته لجنة سباك حجر الزاوية في المفاوضات الحكومية الدولية في مركز مؤتمرات فال دوشيس في عام 1956. وضع تقرير سباك سويةً مع تقرير أولين أساسات معاهدة روما.
في عام 1956، ترأس بول هينري سباك المؤتمر الحكومي الدولي حول السوق الموحدة واليوراتوم في مركز مؤتمرات فال دوشيس، والذي حضّر لمعاهدة روما في عام 1957. أدى المؤتمر إلى توقيع معاهدة روما في يوم 25 مارس من عام 1957 وتأسيس الجماعة الاقتصادية الأوروبية.

### تأسيسها وسنواتها الأولى
كانت الجماعات الناتجة هي الجماعة الاقتصادية الأوروبية (إي إي سي) والجماعة الأوروبية للطاقة الذرية (يوراتوم أو إي أيه إي سي أحيانًا). كانت هذه الجمعيات أقل فوقوميّة من سابقاتها بوضوح، نتيجة احتجاجات بعض الدول القائلة إن سياداتهم تتعرض لتقويض (مع ذلك، كانت المخاوف لتبقى موجودة بالنظر إلى سلوك لجنة هالشتاين). صارت ألمانيا عضوًا مؤسسًا لإي إي سي، ونُصب كونراد أدانوير رئيسًا خلال مدة وجيزة جدًا. عُقد أول اجتماع رسمي للجنة هالشتاين في يوم 16 يناير من عام 1958 في شاتوه دو فال دوشيس. أرادت إي إي سي (السلف المباشر للجماعة المعاصرة) إنشاء وحدة جمركية بينما أرادت يوراتوم ترقية التعاون في دائرة الطاقة النووية. سرعان ما صارت إي إي سي أهم هاته الجماعات ووسعت نشاطاتها. من أهم إنجازات إي إي سي كان ترسيخ معدلات أسعار مشتركة للمنتجات الزراعية (1962). في عام 1968، أُلغيت التعرفة الجمركية (تعرفة التجارة بين الدول الأعضاء) عن منتجات محددة.
نتجت أزمة أخرى فيما يتعلق بمقترحات تمويل السياسة الزراعية المشتركة، والتي بدأ العمل بها في عام 1962. انتهت الفترة الانتقالية حيث تُتخذ القرارات عبر إجماع آراء، وجرى العمل بموجب تصويت الأكثرية في المجلس. قادت آنذاك معارضة الرئيس الفرنسي شارل دي غول للفوقومية وخوفه من تحدي الأعضاء الآخرين للسي أيه بّي إلى «سياسة مقعد خالٍ» حيث سُحب المبعوثون الفرنسيون من المؤسسات الأوروبية إلى أن أُعيد مفعول الفيتو الفرنسي. في نهاية المطاف، جرى التوصل إلى تسوية عبر تسوية لوكسمبورغ في يوم 29 يناير من عام 1966 حيث سمح اتفاق سادة للأعضاء باستخدام الفيتو في مناطق المصلحة الوطنية.
وقتما بدأ تنفيذ اتفاقية التوحيد في الأول من يوليو عام 1967، التي جمعت مؤسسات إي سي إس سي ويوراتوم مع مؤسسات إي إي سي، كانوا يتشاركون برلمانًا ومحكمة بالفعل. عُرفوا جمعًا باسم الجماعات الأوروبية. كانت الجماعات ما تزال تمتلك شخصيات مستقلة رغم أن تكاملها كان متزايدًا. منحت المعاهدات المستقبلية الجماعة قوى جديدة تفوق المسائل الاقتصادية البسيطة والتي حققت مستوًى أعلًى من التكامل. مع اقتراب الأمر من هدف التكامل السياسي وأوروبا مسالمة وموحدة، ما وصفه ميخائيل غورباتشوف على أنه وطن أوروبي مشترك.

### التوسيع والانتخابات
شهدت ستينيات القرن الماضي أولى محاولات التوسيع. في عام 1961، تقدمت الدنمارك وأيرلندا والمملكة المتحدة والنرويج (في عام 1962) بطلبات للانضمام إلى الجماعات الثلاث. مع ذلك، رأى الرئيس شارل دي غول العضوية البريطانية على أنها حصان طروادة لصالح النفوذ الأمريكي واستخدم الفيتو ضدها، وعُلقت طلبات الدول الأربعة كلها. صارت اليونان أول دولة تنضم إلى إي سي في عام 1961 باعتبارها عضوًا رفيقًا، ومع ذلك، عُلقت عضويتها في عام 1967 بعد انقلاب المجلس العسكري.
بعد عام، في فبراير من عام 1962، حاولت إسبانيا الانضمام إلى الجماعات الأوروبية. لكن رفض كل الأعضاء في عام 1964 لأن إسبانيا الفرانكفونية لم تكن دولة ديمقراطية.